# Clásico General Belgrano
El Clásico General Belgrano es una carrera clásica para caballos fondistas que se disputa en el Hipódromo Argentino de Palermo, sobre 2500 metros de pista de arena y convoca a machos y hembras de 3 años y más edad, a peso por edad. Está catalogado como un certamen de Grupo 2 en la escala internacional.
Este cotejo lleva su nombre en honor al prócer argentino Manuel Belgrano y se realiza tradicionalmente en el mes de junio, en el marco de la conmemoración de la fecha de su muerte, en días cercanos a la fecha patria instituida como Día de la Bandera.
En la misma época del año, el Hipódromo de La Plata realiza un clásico de nombre similar, el Clásico General Manuel Belgrano, también de Grupo 2, pero programado para caballos especialistas en velocidad, sobre 1200 metros.

## Últimos ganadores del Belgrano
| Año  | Ganador         | País | Jockey                  | País | Padre              | País | Madre            | País | Criador                                   | Caballeriza      | Colores            |
| ---- | --------------- | ---- | ----------------------- | ---- | ------------------ | ---- | ---------------- | ---- | ----------------------------------------- | ---------------- | ------------------ |
| 2019 | Dancing Again   |      | Pablo Carrizo           |      | Heliostatic        |      | Dancing Fashion  |      | Haras San Ignacio de Oyola                | Los Antiguos     | Horse racing silks |
| 2018 | Areco For Sale  |      | Gustavo Calvente        |      | Not For Sale       |      | Hopi             |      | Haras San Lorenzo de Areco                | Le Fragole       | Horse racing silks |
| 2017 | Marcus Aurelius |      | Osvaldo Alderete        |      | Catcher In The Rye |      | Mubareraat       |      | Haras Tiveres                             | Tiveres          | Horse racing silks |
| 2016 | Raceland        |      | Gustavo Calvente        |      | Inminente          |      | Miss Opera       |      | Haras El Trébol                           | Los Dos Amigos   | Horse racing silks |
| 2015 | Spiritus        |      | Eduardo Ruarte          |      | Dushyantor         |      | Storm Lady F     |      | Haras Pozo de Luna                        | Don Carlos       | Horse racing silks |
| 2014 | Ninja           |      | Pablo Falero            |      | Alrassaam          |      | Verbena Rak      |      | Haras Caryjuan                            | Garabo           | Horse racing silks |
| 2013 | Ever Rider      |      | Eduardo Ortega Pavón    |      | Rider Stripes      |      | Alleg Dancer     |      | Haras San José del Socorro y Luis Pittaro | Parque Patricios | Horse racing silks |
| 2012 | Calidoscopio    |      | Pablo Falero            |      | Luhuk              |      | Calderona        |      | Haras La Quebrada                         | Doña Pancha      | Horse racing silks |
| 2011 | Mr. Nedawi      |      | José Aparecido Da Silva |      | Nedawi             |      | Cryptic Crucial  |      | Haras Old Friends                         | Hole In One      | Horse racing silks |
| 2010 | Best Guest      |      | Gonzalo Hahn            |      | Incurable Optimist |      | Embajada Touch   |      | Haras El Paraíso                          | Los Cerrilos     | Horse racing silks |
| 2009 | Escamonda       |      | Edwin Talaverano        |      | Alpha Plus         |      | Wise Girl        |      | Haras Viejo Tombo                         | Rogo             | Horse racing silks |
| 2008 | Speed Sale      |      | Jacinto Herrera         |      | Not For Sale       |      | Ebro Speed       |      | Haras Arroyo de Luna                      | Triunfo's        | Horse racing silks |
| 2007 | Potri Flash     |      | Carlos Méndez           |      | Potridoon          |      | Niagara Falls    |      | Haras Gavroche                            | Gavroche         | Horse racing silks |
| 2006 | Inminente       |      | Luis Marcelino Méndez   |      | Intérprete         |      | Gotcha           |      | Haras El Paraíso                          | To-No-Go         | Horse racing silks |
| 2005 | Inminente       |      | Luis Marcelino Méndez   |      | Intérprete         |      | Gotcha           |      | Haras El Paraíso                          | To-No-Go         | Horse racing silks |
| 2004 | Go Bob          |      | Juan Doello             |      | Bordeaux Bob       |      | Pabla Merce      |      | Néstor Otero                              | Haras Dilú       | Horse racing silks |
| 2003 | Qualified       |      | Jacinto Herrera         |      | Intérprete         |      | Queen of Victory |      | Haras Santa Inés                          | Doña Pancha      | Horse racing silks |
| 2002 | Potriworld      |      | Juan Carlos Noriega     |      | Potrillazo         |      | Spirit of Finer  |      | Haras La Madrugada                        | Tori             | Horse racing silks |
| 2001 | Dolente         |      | Edwin Talaverano        |      | Fadeyev            |      | Dolly Dear       |      | Haras de La Pomme                         | La Pomme         | Horse racing silks |
| 2000 | Potriwish       |      | Horacio Karamanos       |      | Potrillazo         |      | Auburn Wish      |      | Haras La Madrugada                        | Nuevo Milenio    | Horse racing silks |
| 1999 | Frondoso        |      | Rubén Laitán            |      | Fitzcarraldo       |      | La Carmagnole    |      | Haras Ojo de Agua                         | La Adelaida      | Horse racing silks |
| 1998 | Florida's Son   |      | Juan Carlos Noriega     |      | Stroke             |      | Florida Mickey   |      | Haras El Rosillo                          | El Rosillo       | Horse racing silks |
| 1997 | Diddler         |      | Pablo Falero            |      | Political Ambition |      | Double Account   |      | Haras Vacación                            | Vacación         | Horse racing silks |
| 1996 | Diddler         |      | Pablo Falero            |      | Political Ambition |      | Double Account   |      | Haras Vacación                            | Vacación         | Horse racing silks |
| 1995 | Dorian Gray     |      | Guillermo Sena          |      | Merce Cunningham   |      | Doryanne         |      | Haras La Quebrada                         | Años Idos        | Horse racing silks |